# Megan Delehanty
Megan Delehanty, född den 24 mars 1968 i Edmonton i Kanada, är en kanadensisk roddare.
Hon tog OS-guld i fyra utan styrman i samband med de olympiska roddtävlingarna 1992 i Barcelona.